# Ein musikalischer Spaß
Mozarts Sextett „Ein musikalischer Spaß“, KV 522, entstand 1787. Anlass der Entstehung und Daten einer ersten Aufführung sind nicht bekannt. Die Beinamen „Dorfmusikantensextett“ und „Bauernsinfonie“, die das Stück nach dem Tod des Komponisten bekam, sind etwas irreführend, denn die Zielscheibe des derben Spaßes sind zwar auch die aufführenden Musiker, in erster Linie aber dilettierende Komponisten, denen es sowohl an technischer Fertigkeit als auch an Einfällen mangelt und von denen Mozart sicherlich viele kannte.
Die Besetzung verlangt Streicher (2 Violinen, Viola, Bass) und zwei Hörner. Manches spricht dafür, dass das Stück als Persiflage auf eine Sinfonie gedacht war und die Streicher deshalb chorisch besetzt werden sollen.
Der erste Satz (Allegro) in angedeuteter Sonatenhauptsatzform beginnt mit einem Motiv in F-Dur, im Wesentlichen einer auf- und absteigenden Tonleiter, das unerwartet bereits nach drei (statt der schulmäßigen vier) Takten endet, wiederholt wird, dabei die vorgesehene Dominante aber wieder nicht erreicht. Später hört man vier Takte lang nur Begleitfiguren, bevor eine „Melodie“ erklingt, die erneut hauptsächlich die Tonleiter zum Thema hat. Die Exposition des ersten Satzes endet mit einer Fanfarenfigur und wird – weil es die Tradition verlangt – wiederholt. Die Durchführung zu Beginn des zweiten Teils ist – mangels thematischen Materials und technischen Könnens des „Komponisten“ – sehr kurz, Reprise und Coda fehlt es ebenso an Witz; trotzdem wird auch der zweite Satzteil wiederholt.
Die Tempoangabe für den folgenden Satz lautet „Maestoso“, für ein „Menuetto“ (ursprünglich ein Tanzsatz!) entschieden zu langsam, aber wahrscheinlich den Fähigkeiten der Musiker angemessen. An einer „dolce“ bezeichneten Stelle „verspielen“ sich die Hörner (sie „transponieren falsch“); statt der vorgesehenen Terzen erklingen heftige Dissonanzen bis hin zu verminderter Terz und Tritonus. Wichtigstes Thema im Trio ist die B-Dur-Tonleiter über zwei Oktaven.
Das „Adagio cantabile“ ist hingegen weitgehend frei von Ironie. Die erste Violine führt mit einer ausgedehnten Melodie durch den Satz und beendet ihn mit einer Solokadenz, die nach einer Ganztonleiter in sehr hoher Lage und einem Pizzicato auf dem tiefen G mit einem klassischen Triller endet.
Im letzten Satz, traditionsgemäß ein Rondo im „Presto“-Tempo, versucht sich der „Komponist“ sogar an einer vierstimmigen Fuge, die allerdings im Ansatz stecken bleibt; einfacher umzusetzen ist ein nach dem Vorbild Haydns auskomponiertes Ritardando. Mit dem kurzatmigen Zwei-Viertel-Takt, der den Satz auf 458 Takte aufbläht, wird auch noch der Dirigent „vorgeführt“. Er wird zum „Taktschläger“, der nur noch „Einsen“ in schneller Folge angeben kann. Gegen Ende des Satzes sind die Musiker so „unkonzentriert“, dass die drei Schlussakkorde als ohrenbetäubende Dissonanzen erklingen.
Neben den geschilderten offenkundigen Grobheiten enthält die Komposition noch zahlreiche harmonische Scherze, die für heutige Ohren, die durch Romantik und Moderne mitgeprägt sind, weit weniger grotesk klingen als zur Zeit der Wiener Klassik.

## Quelle
- Edward Downes, Guide to Symphonic Music, ISBN 0-8027-7177-7